# Дрвенца
Дрве́нца (пол. Drwęca, устар. нем. Drewenz) — река в северной Польше в Мазурском и Хелминско-Добжиньском поозёрье, правый приток нижней Вислы. Длина реки — 207 км, площадь водосборного бассейна — 5536 квадратных километров.
Исток находится на восточном склоне Дылевской горы на высоте 191 метр над уровнем моря. Течёт в юго-восточном направлении и впадает в Вислу на высоте 36,6 метром над уровнем моря. Русло Дрвенцы является южной границей Хелминской земли, а её нижнее течение образует юго-восточную границу Торуни.
Бассейн Дрвенцы образовался на время Познанской стадии Вислинского оледенения. Дрвенца связана с Калининградским заливом посредством Эльблонгского канала. По реке организованы сплавы на каноэ. В 1961 году на всём протяжении реки был создан ихтиологический биосферный заповедник, являющийся крупнейшим по протяженности резерватом в Польше.

## Притоки

### Левые
- Грабичек
- Побужанка
- Гизела
- Эльшка Любавская
- Вель
- Гроблица
- Брыница
- Рыпеница
- Струга Добжиньская
- Рузец
- Лубянка
- Йордан
- Рудник
- Струга Глодовская
- Бывка

### Правые
- Грамотка
- Калдунка
- Илавка
- Скарлянка
- Струга Бродницкая
- Струга Куявская
- Струга Вомбжеская
- Струга Ковалевская
- Струга Рыхновская
- Струга Лубицкая
- Фредновский Рув

## Города на Дрвенце
- Оструда (33,5 тыс. жителей)
- Нове-Място-Любавске (12 тыс.)
- Бродница (город)Бродница (около 32,5 тыс.)
- Голюб-Добжинь (12,1 тыс.)
- Торунь (208 тыс.)

### Крупные населённые пункты в бассейне Дрвенцы
- Илава (34 тыс.).
- Любава (9,1 тыс.).
- Лидзбарк (8,3 тыс.)
- Рыпин (16,6 тыс.).
- Вомбжезьно (13,8 тыс.).
- Ковалево-Поморске (4 тыс.).
- Торунь (208 тыс.).